# Aach im Allgäu
Aach is een dorp in de Duitse gemeente Oberstaufen. Het dorp is gelegen in het zuiden van de deelstaat Beieren en het district (Landkreis) Oberallgäu.

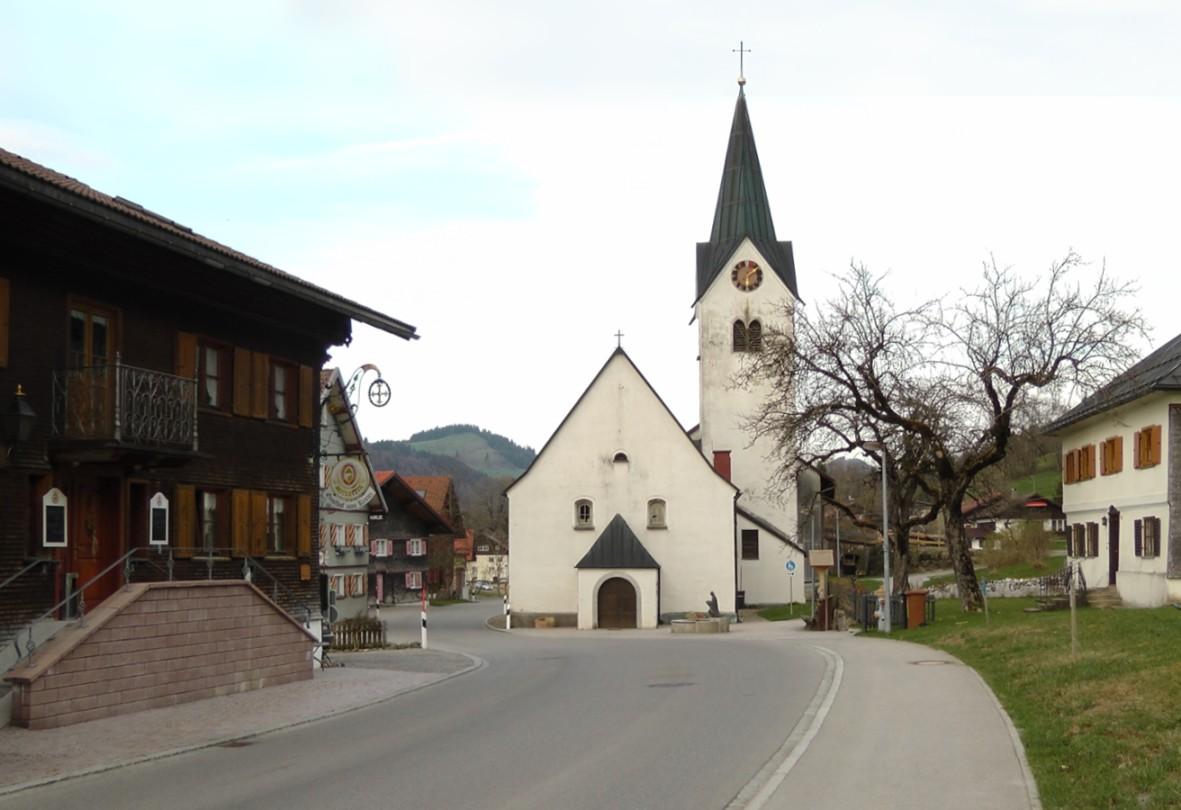

De plaats ligt tegen de Oostenrijkse grens en heeft een schilderachig kerkje, gedateerd in 1719, waarvan de toren wat jonger is, namelijk uit 1823.